# Лайош Деак-Эбнер
Лайош Деак-Эбнер (венг. Deák-Ébner Lajos; 18 июля 1850 года, Пешт – 20 января 1934 года, Будапешт) – венгерский художник, бытописатель деревенской жизни XIX века.

## Биография

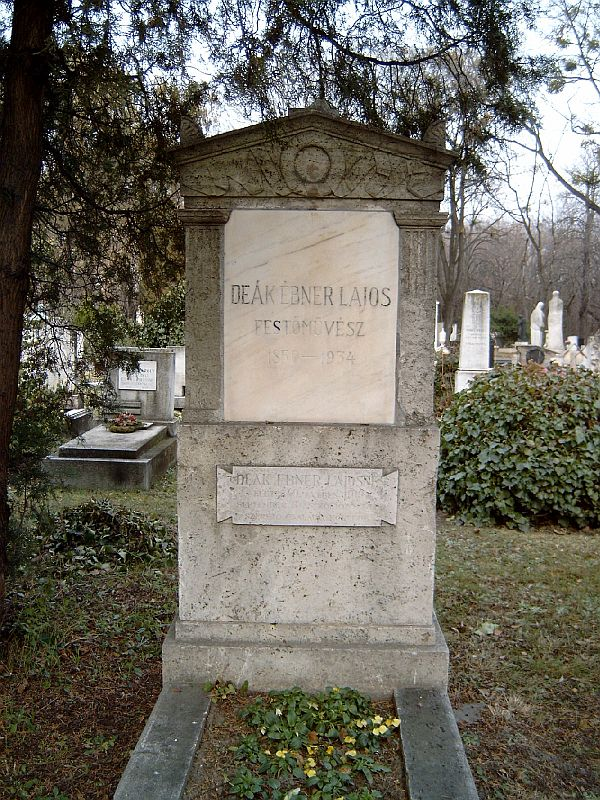
Могила Деака-Эбнера Лайоша в Будапеште

Лайош Деак-Эбнер родился 18 июня 1850 года в городе Пешт, Австрийская империя.
Учился в Мюнхене, позднее в Париже, где он познакомился с французской живописью, и попал под влияние школы Барбизон. Там же он познакомился с такими художниками как Ласло Паал и Михай Мункачи, их влияние позже проявилось и в стиле работ Лайоша.
С 1874 года он жил в городе Сольнок  и стал одним из основателей поселения художников.
В период с 1887 по 1922 год он возглавлял школу живописи в Будапеште.
В 1890-1890 годах расписал фресками аббатство Тихани вместе с Карой Лотцем.
В период с 1895 по 1899 год он участвовал в росписи галереи Мючарнок.
Умер 20 января 1934 года в Будапеште (Королевство Венгрия).

## Творчество
Работал в бытовом жанре, большинство картин написаны в Сольноке. Его картины — это честный взгляд на крестьянскую жизнь того времени. Трудности и радости венгерской деревни, быт и костюм XIX века — точно и талантливо написаны Лайошем Деак-Эбнером.
Самой известной картиной можно назвать «Возвращаются домой жнецы».
Картина «Бурлачки» — написана в 1878 году, на ней изображены события, которым сам автор свидетелем не был, он воссоздал историю по рассказам. Женщины буксируют шлюпку к месту крушения корабля. Бурлачки — жительницы деревни, около которой произошло крушение.

## Галерея

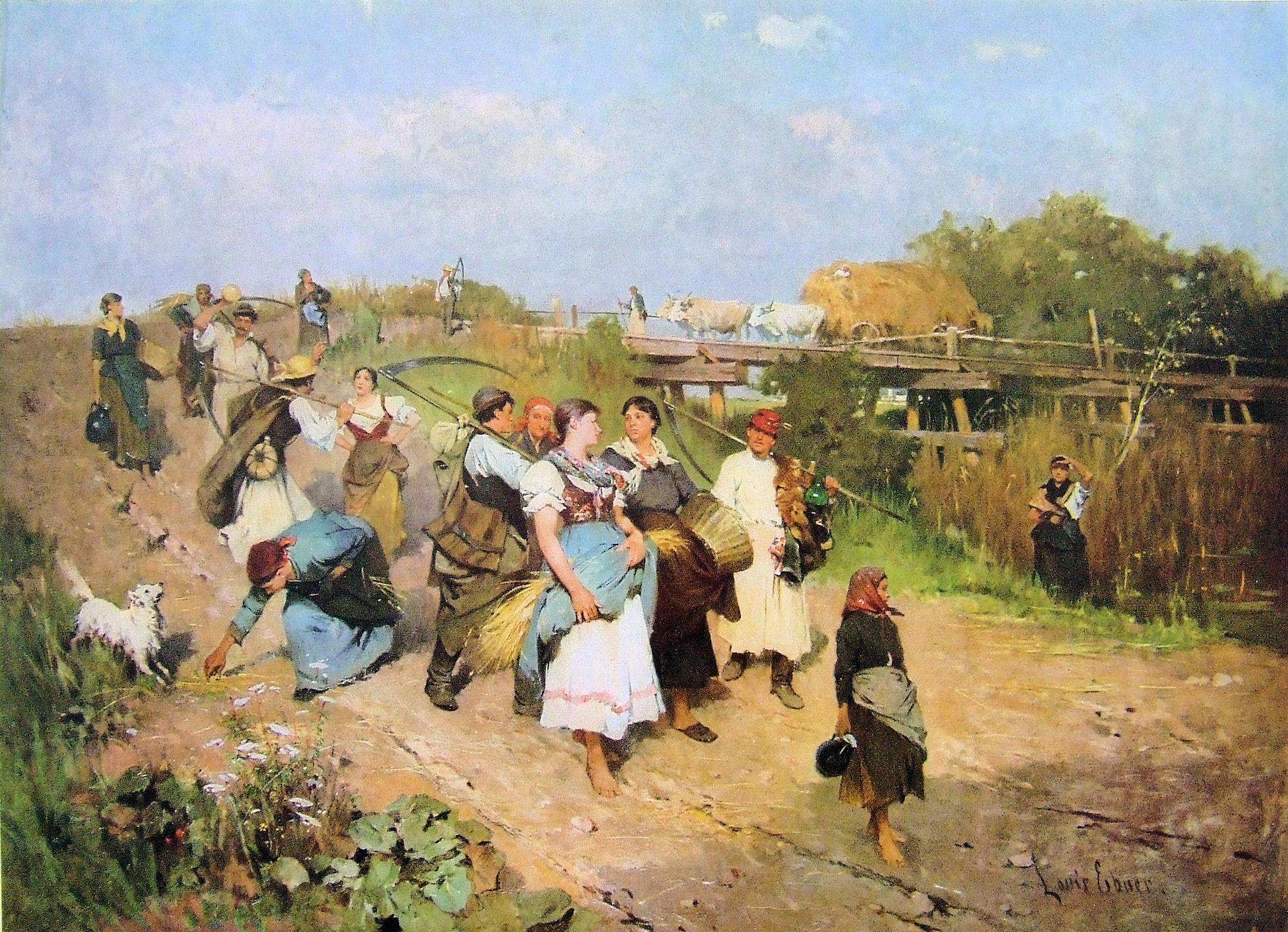
Возвращающиеся домой жнецы (1881).
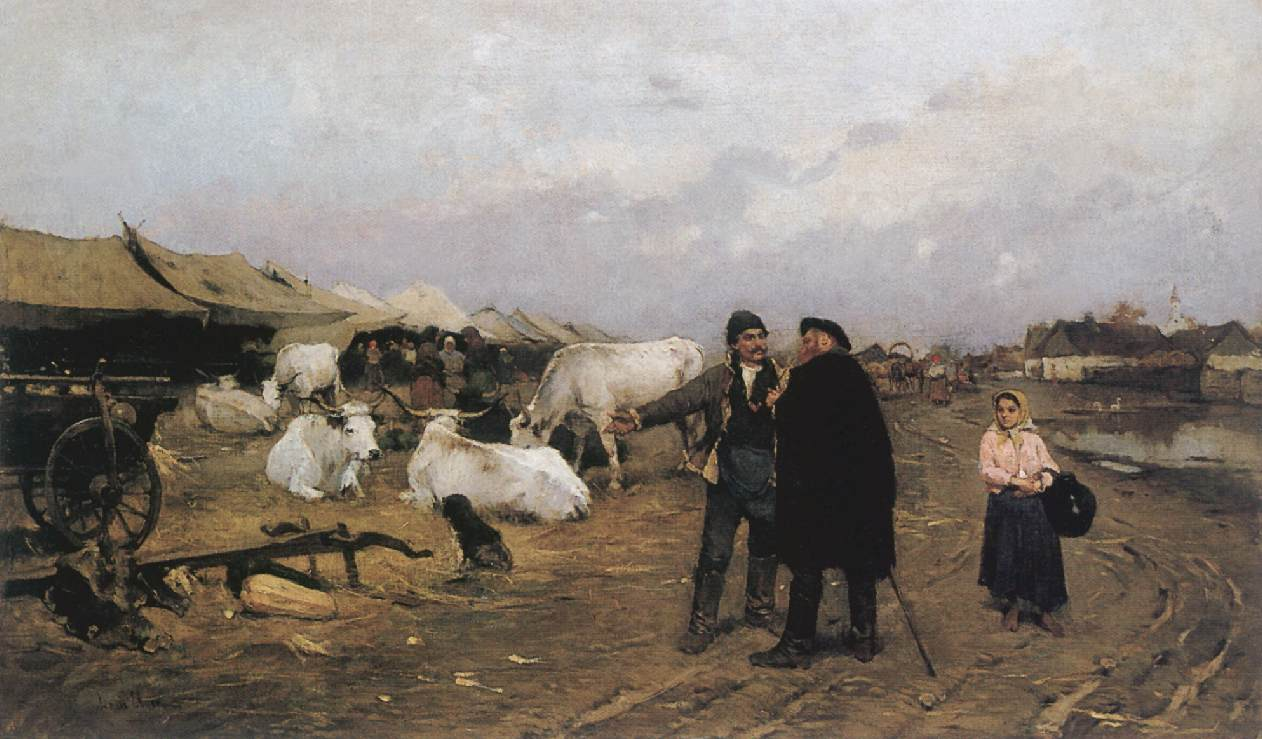
Торг (1880-е).
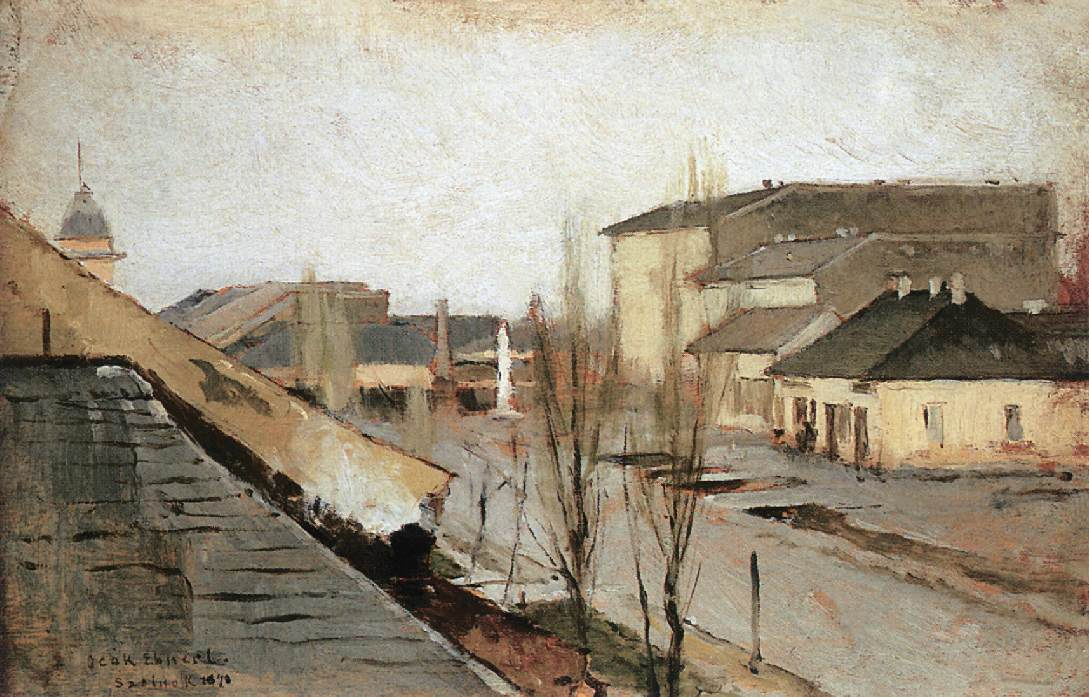
Главная площадь в Сольноке под дождем (1878).
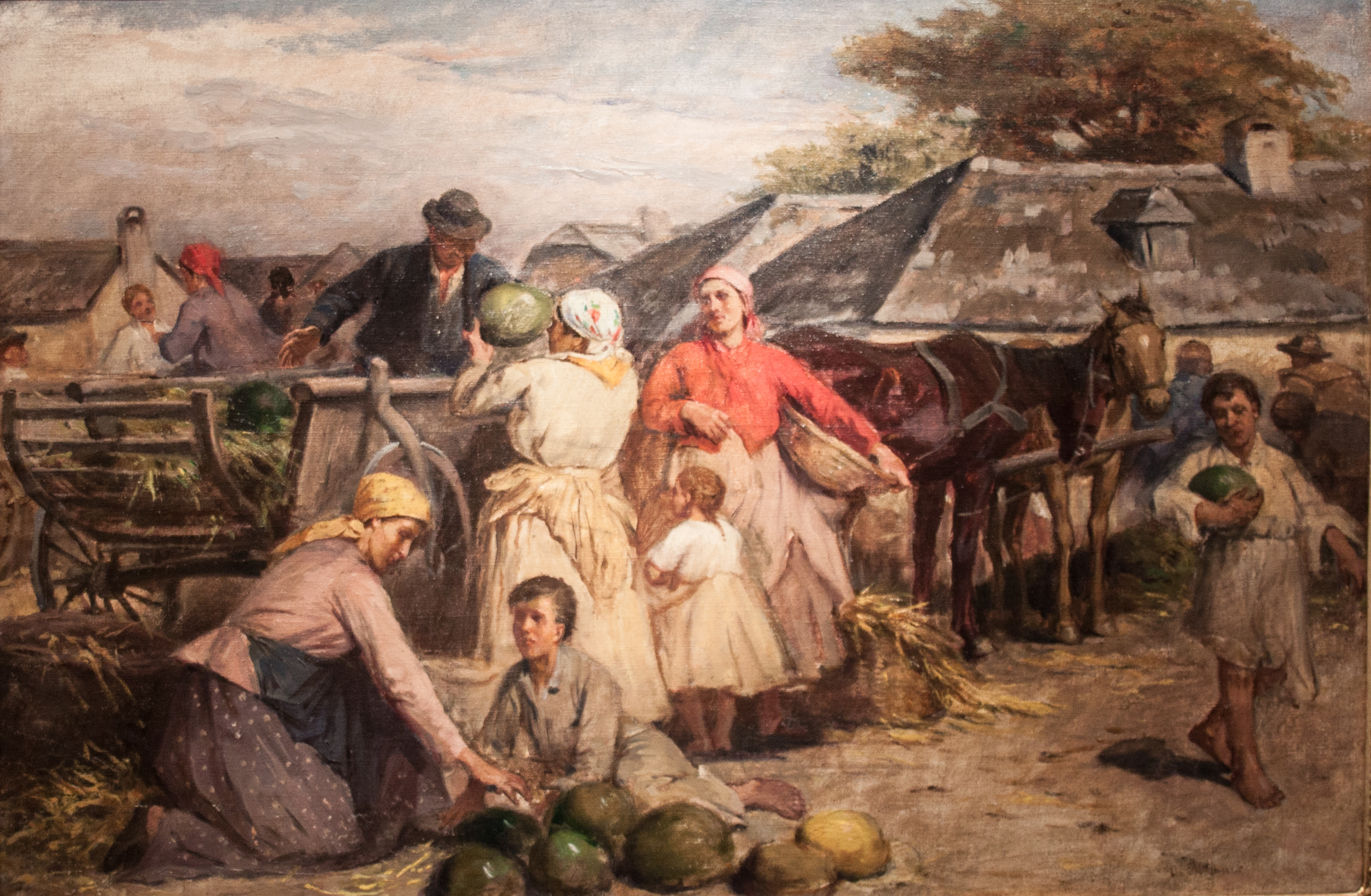
Продажа арбузов.
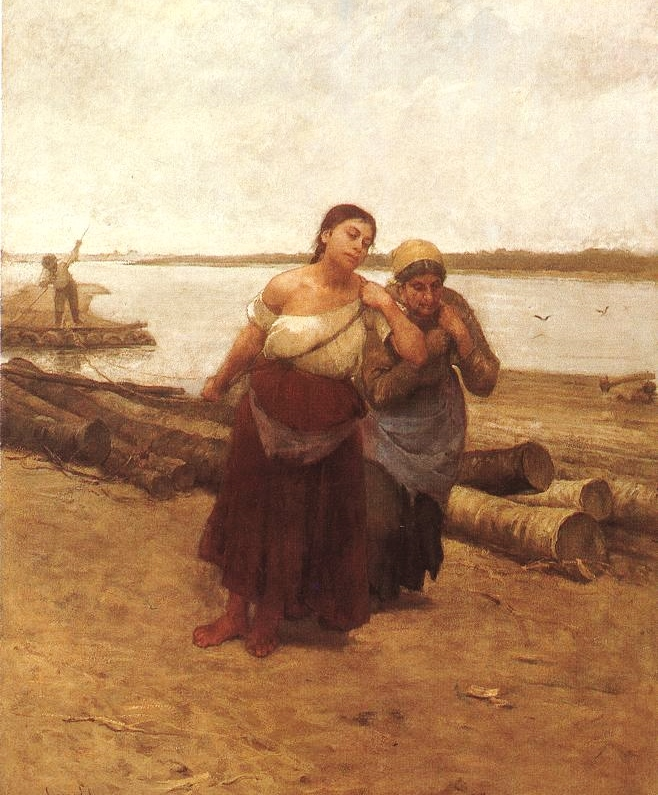
Бурлачки (1878).